# Akamprozat
Akamprozat – siarkoorganiczny związek chemiczny, pochodna homotauryny o właściwościach GABA-ergicznych. Jest stosowany w celu zmniejszenia objawów abstynencji alkoholowej podczas leczenia odwykowego. Lek został wprowadzony na europejski rynek farmaceutyczny w 1992 roku.

## Mechanizm działania
Mechanizm działania jest niejasny, wiadomo, że lek wywiera wpływ na receptory NMDA.

## Farmakokinetyka i metabolizm
Akamprozat nie podlega metabolizmowi wątrobowemu, jest wydalany przez nerki.

## Przeciwwskazania
Przeciwwskazaniami do stosowania tego leku są: nadwrażliwość na akamprozat lub pozostałe składniki preparatu; ciąża i okres karmienia piersią; niewydolność nerek i ciężka niewydolność wątroby.
Akamprozat nie jest lekiem przeznaczonym do odtruwania alkoholowego. Nie zastępuje profesjonalnego leczenia zespołu abstynencyjnego. Akamprozatu nie należy podawać osobom poniżej 18 lat i powyżej 65 lat. Pacjentów uzależnionych od alkoholu, w tym leczonych akamprozatem, należy obserwować pod kątem wystąpienia depresji i skłonności do samobójstwa. Leczenie powinno odbywać się bezwzględnie z jednocześnie prowadzoną psychoterapią uzależnień.

## Działania niepożądane
Lek jest na ogół dobrze tolerowany. Podczas stosowania bardzo często występuje biegunka (>1/10). Często występują ból brzucha, nudności, wymioty, świąd skóry, wysypka plamisto-grudkowa, oziębłość płciowa, impotencja, osłabienie libido (>1/100). Niezbyt często: zwiększenie libido (>1/1000). Bardzo rzadko: reakcje nadwrażliwości (pokrzywka, obrzęk naczynioruchowy, reakcje anafilaktyczne) (>1/10000).

## Dawkowanie
- chorym o masie ciała >60 kg podaje się 3x dziennie 666 mg,
- chorym o masie ciała <60 kg podaje się 666 mg leku rano i po 333 mg leku w południe i wieczorem.

Leczenie trwa zwykle około roku.
W trakcie kuracji wskazane jest podawanie witaminy B1, B6 i anksjolityków.

## Preparaty
- Campral – tabletki dojelitowe 333 mg